# Villa romana di contrada Geraci
La villa romana di contrada Geraci è una villa romana situata nei pressi di Enna lungo la strada provinciale 78 al bivio Rastello-Ramata, nella tenuta Fontanazza in Sicilia.
L'elaborata villa faceva parte di una ricca tenuta di 3,5 ettari, uno dei tanti latifondi storicamente segnalati, ma raramente scavati sull'isola. Si trova a circa 15 km dalla Villa Romana del Casale a Piazza Armerina.

## Storia e descrizione
I resti di una villa rustica sono stati ritrovati all'inizio degli anni '90 quando un'alluvione ha rivelato un pavimento a mosaico. Lo scavo archeologico è continuato da allora e dal 2013 dalla Università della Columbia Britannica.
La villa di almeno un'area di 10 000 m² è un'ulteriore prova che le ville romane in Sicilia non sono rappresentate solo da pochi esempi come l'eccezionale Villa del Casale, ma hanno una significativa densità di distribuzione che fa lievitare le stime della popolazione e dell'economia rurale. È noto che la Sicilia attraverso i suoi latifondi, o tenute, era vitale per l'economia agricola dell'Impero Romano e produceva la maggior parte del grano, dell'orzo, delle olive e dell'uva, importati dalla città di Roma. Pochi latifondi sono stati adeguatamente scavati in Sicilia, quindi Gerace è importante per poter colmare le lacune nella conoscenza dell'economia tardo romana.
Il proprietario era Filippiano come indicato dai bolli laterizi su molte tegole rinvenute.
I primi edifici risalgono al periodo tardo romano (325-350), e dopo il loro crollo, forse nel terremoto del 361, sulla stessa superficie fu ricostruita nel 370 circa una villa più ampia che potrebbe non essere mai stata completata e che fu distrutta da un incendio un secolo dopo.
Cinque delle dieci stanze principali scoperte nella villa sono disposte intorno a un peristilio e hanno pavimenti a mosaico. La gamma di colori utilizzati nei mosaici è molto varia: nero, grigio, rosso, verde, rosa, bianco e le composizioni sono accuratamente realizzate. I mosaici del peristilio e del corridoio meridionale presentano in particolare numerosi motivi. La sapiente lavorazione ed il designo indicano l'influenza nordafricana e la somiglianza a quella della Villa Romana del Casale.
Sono stati fatti scavati anche alle terme dove sono stati utilizzato marmi esotici colorati per rivestire pavimenti e pareti in alcune stanze e pavimenti a mosaico in altre, in particolare nel frigidarium il cui pavimento è unico nel suo disegno geometrico e risale probabilmente al 380-400. Un testo in mosaico è scritto su tutti e quattro i lati del pavimento, anch'esso probabilmente unico, e recita:
CAPITOLINIS GAVDIVM
PLVRA FABRICETIS MELLIORA DEDI
CETIS ASCLEPIADES SENESCAS CVM TVIS»
Il monogramma di Filippiano, utilizzato sulle tegole, è ripetuto anche nel mosaico. Asclepiade potrebbe essere stato suo figlio.
Vi è anche un numero significativo di forni per mattoni e piastrelle in una zona industriale che va dalla fine del IV al VII secolo.
La villa fu probabilmente distrutta da un altro terremoto dopo il 450, a giudicare da crepe e detriti nell'edificio. Tuttavia, un più modesto insediamento bizantino fu costruito sul sito intorno al 500.